# Шаоґуань
Шаоґуань (кит. спр. 韶关市, піньїнь: Sháoguān Shì) — місто-округ в китайській провінції Ґуандун. 

## Географія
Шаоґуань розташовується на півночі провінції.

### Клімат
Місто знаходиться у зоні, котра характеризується вологим субтропічним кліматом. Найтепліший місяць — липень із середньою температурою 30 °C (86 °F). Найхолодніший місяць — січень, із середньою температурою 10.6 °С (51 °F).
| Клімат Шаоґуаня         | Клімат Шаоґуаня | Клімат Шаоґуаня | Клімат Шаоґуаня | Клімат Шаоґуаня | Клімат Шаоґуаня | Клімат Шаоґуаня | Клімат Шаоґуаня | Клімат Шаоґуаня | Клімат Шаоґуаня | Клімат Шаоґуаня | Клімат Шаоґуаня | Клімат Шаоґуаня | Клімат Шаоґуаня |
| Показник                | Січ.            | Лют.            | Бер.            | Квіт.           | Трав.           | Черв.           | Лип.            | Серп.           | Вер.            | Жовт.           | Лист.           | Груд.           | Рік             |
| Абсолютний максимум, °C | 26              | 32              | 30              | 35              | 36              | 38              | 42              | 42              | 40              | 36              | 32              | 29              | 42              |
| Середній максимум, °C   | 13              | 15              | 18              | 23              | 27              | 31              | 33              | 33              | 31              | 27              | 21              | 17              | 24              |
| Середня температура, °C | 10              | 12              | 15              | 20              | 25              | 27              | 30              | 29              | 27              | 23              | 17              | 12              | 21              |
| Середній мінімум, °C    | 7               | 8               | 12              | 17              | 21              | 24              | 26              | 25              | 23              | 19              | 13              | 8               | 17              |
| Абсолютний мінімум, °C  | −3              | 0               | 1               | 6               | 11              | 17              | 21              | 20              | 17              | 7               | 2               | −2              | −3              |
| Норма опадів, мм        | 50              | 90              | 140             | 220             | 250             | 240             | 130             | 150             | 90              | 60              | 40              | 40              | 1550            |
| ----------------------- | --------------- | --------------- | --------------- | --------------- | --------------- | --------------- | --------------- | --------------- | --------------- | --------------- | --------------- | --------------- | --------------- |
| Джерело: Weatherbase    |                 |                 |                 |                 |                 |                 |                 |                 |                 |                 |                 |                 |                 |

## Адміністративний поділ
Міський округ поділяється на 3 райони, 2 міста і 5 повітів (один з них є автономним):
| Карта                                                                                  | Карта     | Карта          | Карта            |
| -------------------------------------------------------------------------------------- | --------- | -------------- | ---------------- |
| Лечан Женьхуа Наньсюн Жуюань-Яо ① ② Цюйцзян Шисін Вен'юань Сіньфен ① Чженьцзян ② Уцзян |           |                |                  |
| Статус                                                                                 | Назва     | Оригінал       | Населення (2020) |
| Район                                                                                  | Уцзян     | 武江区         | 373 686          |
| Район                                                                                  | Цюйцзян   | 曲江区         | 290 455          |
| Район                                                                                  | Чженьцзян | 浈江区         | 364 319          |
| Місто                                                                                  | Лечан     | 乐昌市         | 383 498          |
| Місто                                                                                  | Наньсюн   | 南雄市         | 353 916          |
| Повіт                                                                                  | Вен'юань  | 翁源县         | 322 482          |
| Повіт                                                                                  | Женьхуа   | 仁化县         | 186 009          |
| Повіт                                                                                  | Сіньфен   | 新丰县         | 195 430          |
| Повіт                                                                                  | Шисін     | 始兴县         | 198 060          |
| Автономний повіт                                                                       | Жуюань-Яо | 乳源瑶族自治县 | 187 276          |